# Бойми

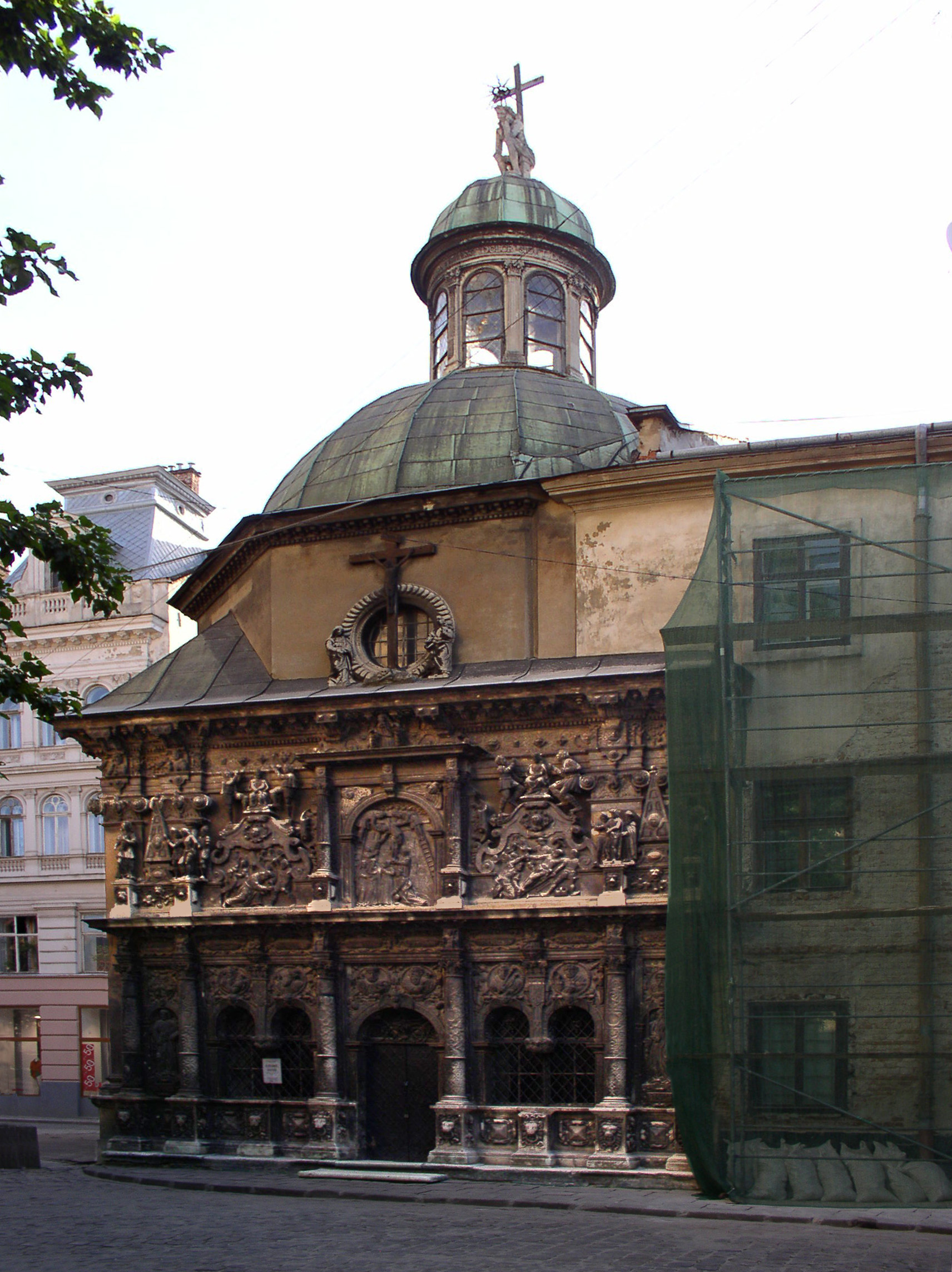
Родова усипальниця — Каплиця Боїмів

Бойми, або Боїми — шляхетський рід Речі Посполитої угорського походження.

## Представники

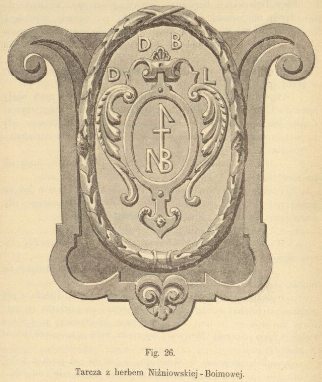
Герб Я. Нижньовської-Боїм

- Дьордь (Георгій, Юрій, Єжи) Бойм, дружина — Ядвіґа Катажина Нижньовська
  - Боїм Павло Юрій, доктор медицини, дружина — Дорота Барчівна (пом. 1644), мали 3 доньки і 6 синів:
    - Єжи (Юрій), позбавлений спадку через недбалість, легковажність, що призвело до збитків у торгівлі; всі діти померли без нащадків
    - Павел — доктор медицини, помер бездітним
    - Міхал Пйотр (Михайло Петро) (пом. 1659), єзуїт — один з перших європейських дослідників Китаю
    - Бенедикт Павел (1629 — 28 лютого 1670), — єзуїт, проповідник у Вільнюсі
    - Миколай (пом. після 2 травня 1690), купець
      - Міхал
      - Рафал, 1708 року — львівський консул[1]
      - Александер

    - Ян (Іван) — купець, помер бездітним
    - Катажина — дружина Ґізини.

  - Павел — війт Вільнюса, щоправда, про нього немає згадки в актах фундації каплиці.[2]

- Павел Міхал — син доктора медицини і райця Міхала Бойма та його дружини Катажини Майдашевичівни, 5 травня 1693 року був охрещений у Львівській латинській катедрі, хресний тато — райця Павел Козловський.[3]
- Георг-Якоб, син доктора медицини і райця Міхала Бойма та його дружини Катажини Майдашевичівни, 23 липня 1694 року охрещений у Львівській латинській катедрі.[4]

## Вшанування
Вулиця у Львові (тепер Староєврейська).